# Skania
Skania, Skonia (w językach duńskim i szwedzkim Skåne odsłuchajⓘ) – historyczna kraina (lub prowincja, landskap) Szwecji, do traktatu z Roskilde w 1658 należąca do Danii. Położona jest na południu kraju nad Morzem Bałtyckim i cieśniną Sund. Graniczy z krainami Halland, Smalandia i Blekinge. Skania połączona jest z duńską wyspą Zelandią mostem nad cieśniną Sund.
Terytorium krainy pokrywa się w zasadzie ze współczesnym (powstałym w 1997) regionem administracyjnym (län) Skania. Jedynie parafia Östra Karup, należąca do gminy Båstad w regionie Skania, leży w krainie Halland.
Jej powierzchnia wynosi około 11 tys. km², a zamieszkuje ją 1,32 mln osób (2016). Największym miastem (tätort) Skanii jest Malmö (301,7 tysiąca mieszkańców – 2015).
Inne większe miasta (tätort) to:
- Helsingborg (104,2 tys.),
- Lund (87,2 tys.),
- Kristianstad (39,7 tys.),
- Landskrona (32,2 tys.),
- Trelleborg (29,3 tys.),
- Ängelholm (27,5 tys.),
- Hässleholm (19,3 tys.),
- Ystad (18,8 tys.),
- Eslöv (18,5 tys.).

Najwyższym wzniesieniem Skanii jest Söderåsen – 212 m n.p.m. Największe jezioro tego regionu to Ivösjön. Znajdują się tu trzy parki narodowe: Dalby Söderskog, Söderåsen i Stenshuvud. Skania to kraina zamków. Wiele spośród ponad 200 znajdujących się tu zamków i dworów dostępnych jest dla zwiedzających.
W Skanii działa fundacja SSF (Stiftelsen Skånsk Framtid) w latach 1993–2011 działająca w ramach UNPO i w latach 1991–2013 w ramach FUEN.